# 米诺·德罗西
米诺·德罗西（義大利語：Mino De Rossi，1931年5月21日—），意大利男子自行车运动员。他曾代表意大利参加1952年夏季奥林匹克运动会自行车比赛，获得男子团体追逐赛金牌。